# Liste des gouverneurs du Wisconsin

Sceau du gouverneur du Wisconsin.

Ceci est la liste des gouverneurs du Wisconsin depuis le 29 mai 1848, date à laquelle le territoire est devenue un État des États-Unis d'Amérique. 

## Liste
| No | Nom                      | Affiliation politique | Affiliation politique | Mandat             |
| -- | ------------------------ | --------------------- | --------------------- | ------------------ |
| 1  | Nelson Dewey             |                       | Démocrate             | 1848 – 1852        |
| 2  | Leonard J. Farwell       |                       | Whig                  | 1852 – 1854        |
| 3  | William A. Barstow       |                       | Démocrate             | 1854 – 1856        |
| 4  | Arthur MacArthur, Sr.    |                       | Démocrate             | 1856 – 1856        |
| 5  | Coles Bashford           |                       | Républicain           | 1856 – 1858        |
| 6  | Alexander Randall        |                       | Républicain           | 1858 – 1862        |
| 7  | Louis Harvey             |                       | Républicain           | 1862 – 1862        |
| 8  | Edward Salomon           |                       | Républicain           | 1862 – 1864        |
| 9  | James T. Lewis           |                       | Républicain           | 1864 – 1866        |
| 10 | Lucius Fairchild         |                       | Républicain           | 1866 – 1872        |
| 11 | Cadwallader Washburn     |                       | Républicain           | 1872 – 1874        |
| 12 | William R. Taylor        |                       | Démocrate             | 1874 – 1876        |
| 13 | Harrison Ludington       |                       | Républicain           | 1876 – 1878        |
| 14 | William E. Smith         |                       | Républicain           | 1878 – 1882        |
| 15 | Jeremiah McLain Rusk     |                       | Républicain           | 1882 – 1889        |
| 16 | William Hoard            |                       | Républicain           | 1889 – 1891        |
| 17 | George Wilbur Peck       |                       | Démocrate             | 1891 – 1895        |
| 18 | William Upham            |                       | Républicain           | 1895 – 1897        |
| 19 | Edward Scofield          |                       | Républicain           | 1897 – 1901        |
| 20 | Robert M. La Follette Sr |                       | Républicain           | 1901 – 1906        |
| 21 | James Davidson           |                       | Républicain           | 1906 – 1911        |
| 22 | Francis McGovern         |                       | Républicain           | 1911 – 1915        |
| 23 | Emanuel Philipp          |                       | Républicain           | 1915 – 1921        |
| 24 | John Blaine              |                       | Républicain           | 1921 – 1927        |
| 25 | Fred Zimmerman           |                       | Républicain           | 1927 – 1929        |
| 26 | Walter J. Kohler, Sr.    |                       | Républicain           | 1929 – 1931        |
| 27 | Philip La Follette       |                       | Républicain           | 1931 – 1933        |
| 28 | Albert Schmedeman        |                       | Démocrate             | 1933 – 1935        |
| 29 | Philip La Follette       |                       | Progressiste          | 1935 – 1939        |
| 30 | Julius Heil              |                       | Républicain           | 1939 – 1943        |
| 31 | Walter Samuel Goodland   |                       | Républicain           | 1943 – 1947        |
| 32 | Oscar Rennebohm          |                       | Républicain           | 1947 – 1951        |
| 33 | Walter J. Kohler Jr      |                       | Républicain           | 1951 – 1957        |
| 34 | Vernon Wallace Thomson   |                       | Républicain           | 1957 – 1959        |
| 35 | Gaylord Nelson           |                       | Démocrate             | 1959 – 1963        |
| 36 | John W. Reynolds         |                       | Démocrate             | 1963 – 1965        |
| 37 | Warren Knowles           |                       | Républicain           | 1965 – 1971        |
| 38 | Patrick Joseph Lucey     |                       | Démocrate             | 1971 – 1977        |
| 39 | Martin J. Schreiber      |                       | Démocrate             | 1977 – 1979        |
| 40 | Lee S. Dreyfus           |                       | Républicain           | 1979 – 1983        |
| 41 | Tony Earl                |                       | Démocrate             | 1983 – 1987        |
| 42 | Tommy Thompson           |                       | Républicain           | 1987 – 2001        |
| 43 | Scott McCallum           |                       | Républicain           | 2001 – 2003        |
| 44 | Jim Doyle                |                       | Démocrate             | 2003 – 2011        |
| 45 | Scott Walker             |                       | Républicain           | 2011 – 2019        |
| 46 | Tony Evers               |                       | Démocrate             | 2019 – en fonction |